# Electrically erasable programmable read-only memory

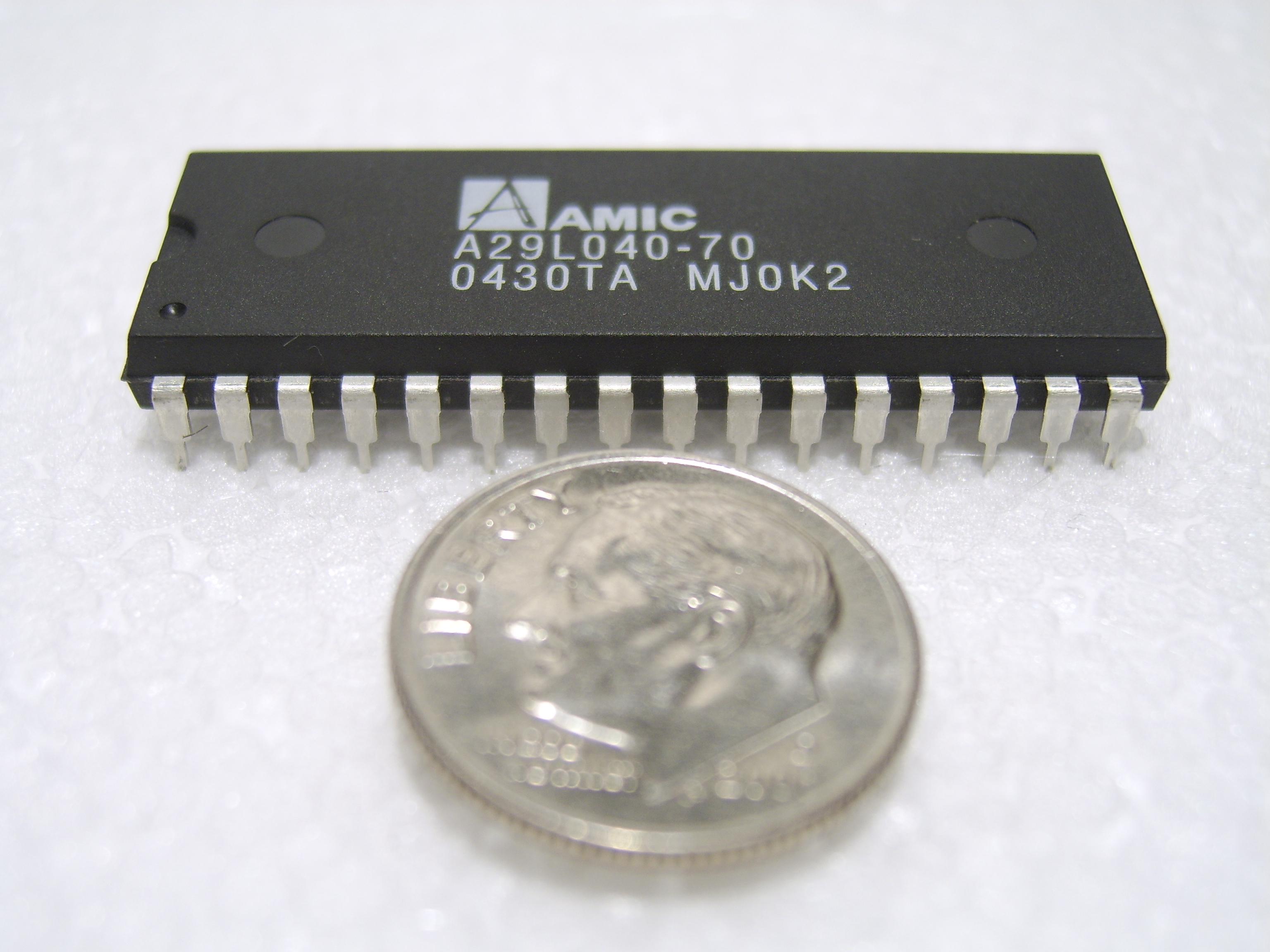
AMIC EEPROM-chip uit een dvd-speler naast een 10 dollarcent (dime).

Electrically erasable programmable read-only memory, acroniem EEPROM, ofwel 'elektrisch wisbaar, programmeerbaar alleen-lezen-geheugen', is een vorm van permanent geheugen (ook wel niet-vluchtig geheugen) dat wordt gebruikt in computers en andere elektronische apparaten om kleine hoeveelheden data op te slaan. Het kan met behulp van een elektrische spanning gewist worden. Oudere typen EEPROM hadden vaak minstens 12 volt nodig, maar moderne typen EEPROM laten zich vaak al bij 5 of zelfs 3 volt wissen.
Het grote voordeel van dit type geheugen is dat het gewist en opnieuw beschreven kan worden, terwijl het is ingebouwd in elektrische apparatuur. Meestal kan dit proces zo'n 10.000 tot 20.000 maal herhaald worden. Moderne EEPROM's kunnen ten minste een miljoen maal gewist en beschreven worden. De retentietijd, dit is de tijd waarin gegevens opgeslagen kunnen blijven, is minstens 10 jaar.
De naam "EEPROM" wordt vooral gebruikt voor kleinere geheugens waarvan de inhoud gewijzigd kan worden zonder eerst een gedeelte te hoeven wissen (alleen het gewijzigde deel wordt automatisch eerst gewist).
Omdat de herschrijfbaarheid beperkt is (in tegenstelling tot statisch of dynamisch RAM-geheugen, zoals in pc's te vinden is), wordt bij de meeste toepassingen het geheugen in blokken opgedeeld. Een speciale controller houdt bij welke blokken het vaakst gebruikt zijn en verdeelt zo de te beschrijven data gelijkmatig over het beschikbare geheugen.
Omdat elke schrijfactiviteit gepaard gaat met het wissen van een blok (een sector) is het schrijven van EEPROM-geheugen vaak een langzaam proces. De leesprestaties zijn daarentegen veelal uitstekend.
Door massaproductie is EEPROM-geheugen tegenwoordig zo goedkoop geworden dat het nagenoeg alle andere vormen van ROM-geheugen verdrongen heeft.
EEPROM wordt als een normaal IC in een gewone behuizing geproduceerd, maar daarnaast wordt de EEPROM-chip ook tezamen met andere chips in één behuizing geplaatst. Op deze manier worden qua functie in slechts één behuizing een complete microcomputer geïntegreerd, waarin zowel vluchtig als niet-vluchtig geheugen, I/O, interrupt, Direct Memory Access, een microprocessor en zelfs de oscillator aanwezig zijn. Zie ook Atmel AVR#EEPROM.